# Fem små hus

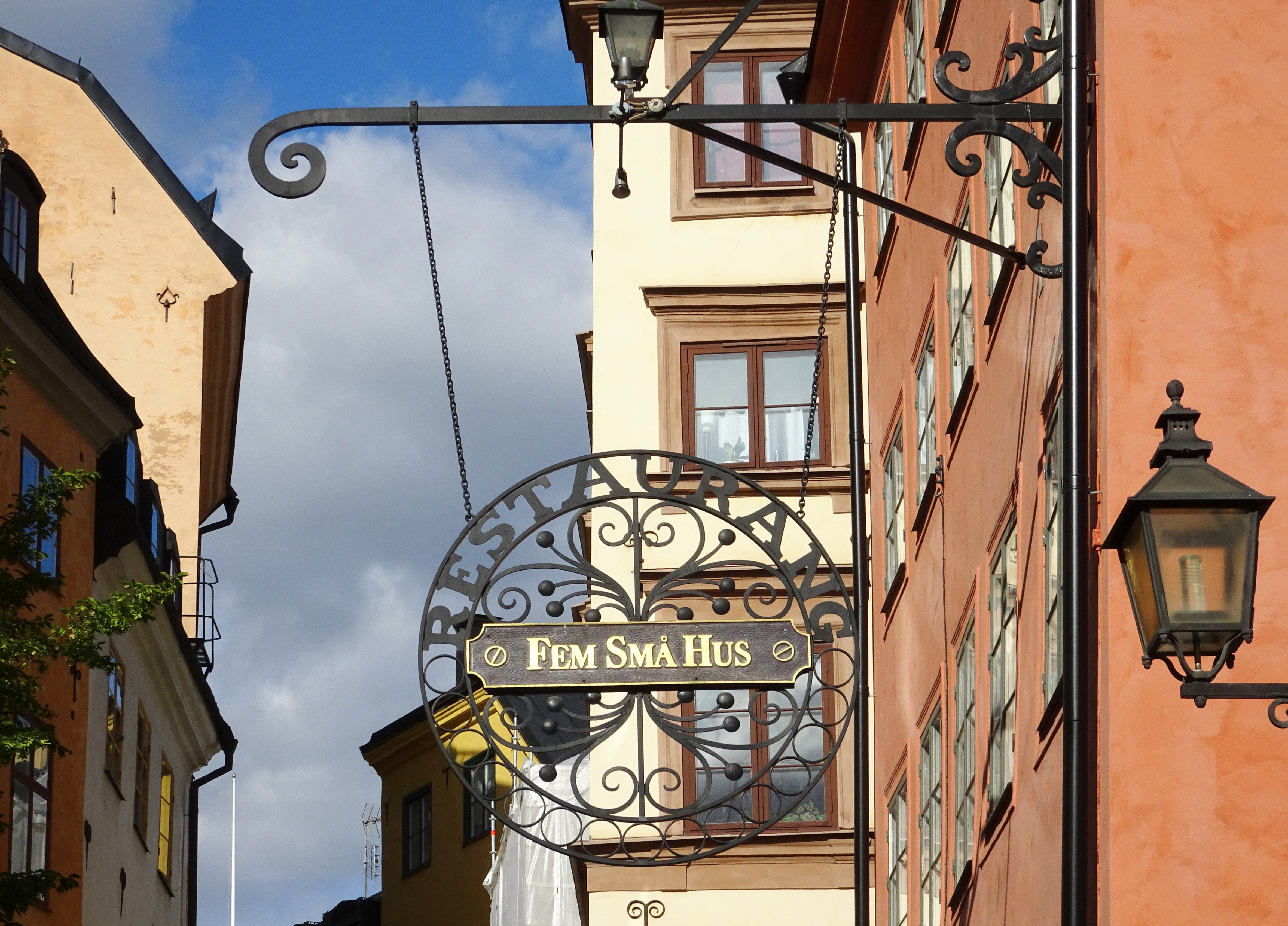
Fem Små Hus flaggskylt i smide.

Fem små hus är en klassisk  restaurang i Gamla stan i Stockholm, belägen i kvarteret Python, Nygränd 10 vid Österlånggatan 15. Restaurangen serverar svensk husmanskost med franska inslag och har på vintertid öppet endast på kvällen och på sommartid även under luncher.
De tidigaste historiska bevisen på att det alltid har legat en restaurang i denna adress är från 1694. Att det sedan dess har kontinuerligt drivits restaurang på Nygränd 10 gör, att Fem Små Hus kan betraktas som Sveriges äldsta och den tredje äldsta restaurangen i världen.

## Historik

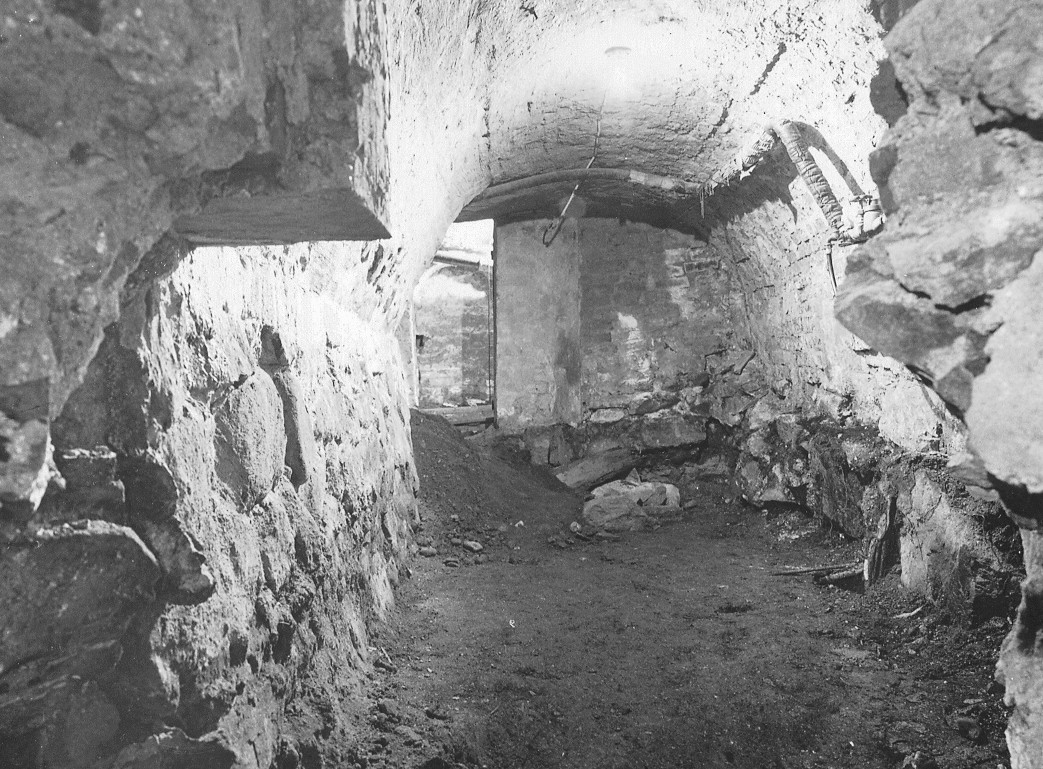
Källaren i hus nr 5, 1966.

Stället har sitt namn efter sitt läge i fem byggnader (gamla Python 1-5) längs med Nygränd där restaurangens nio källarvalv sträcker sig på olika nivåer. I källarvalven finns detaljer från de gamla husen bevarade. Det äldsta och femte huset, ”Hans Hanssons Hus”, är från 1651. Festvåningen ligger en trappa upp i hus nummer 2. Entrén och Terrassbaren med gatuservering på Österlånggatan ligger i hus nummer 1.

### Tre Kungar, Tre Kongar
På 1690-talet fanns redan en krog i ett av husens källarvalv. En av de tidigaste krögarna var en kvinna som hette Anna Lindberg. Men hon hade inget utskänkningstillstånd och drev en illegal, så kallad lönnkrog. Krogen blev så småningom laglig och hette Tre Kungar i början på 1700-talet och Tre Prinsar långt in på 1800-talet. Tre Kungar är möjligtvis identiskt med vinkällaren Tre Kongar som låg vid Österlånggatan och 1728 ägdes av Jakob Johan Lockens. Det fanns även en Källare Tre Kungar i kvarteret Glaucus, hörnet Johannesgränd / Pelikansgränd.

### Fem små hus idag
Fem små hus i nuvarande form har drivits sedan 1969, till en början av ICA-restauranger som lät genomföra en omfattande renovering som skapade plats för 150 gäster. När ICA-restauranger såldes 1982 fick även Fem små hus nya ägare. Nuvarande ägare tillträdde i februari 2013. Fem små hus ägs av Restaurang Vita Flottan AB med Chamoun Gerges som VD.

## Bilder

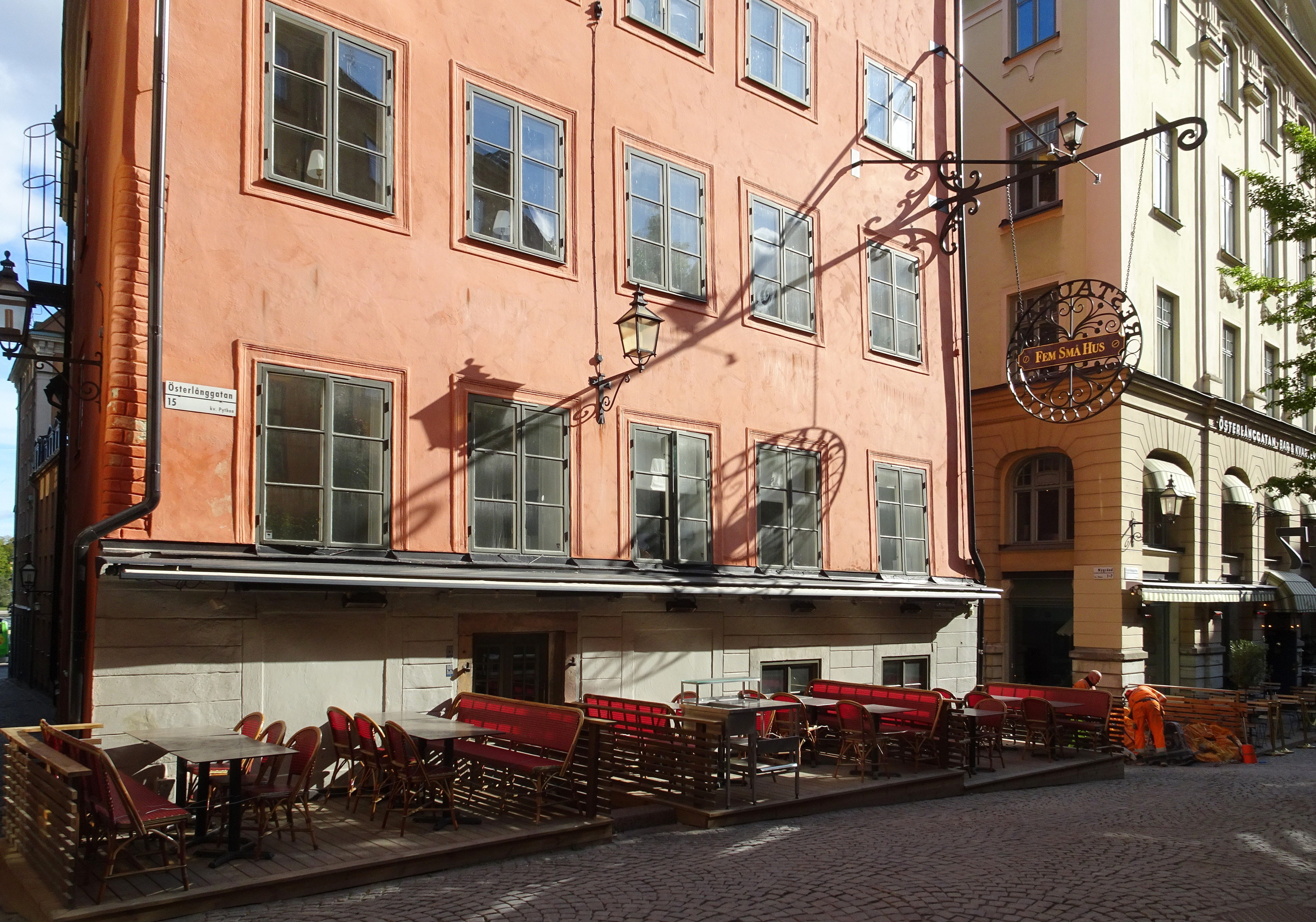
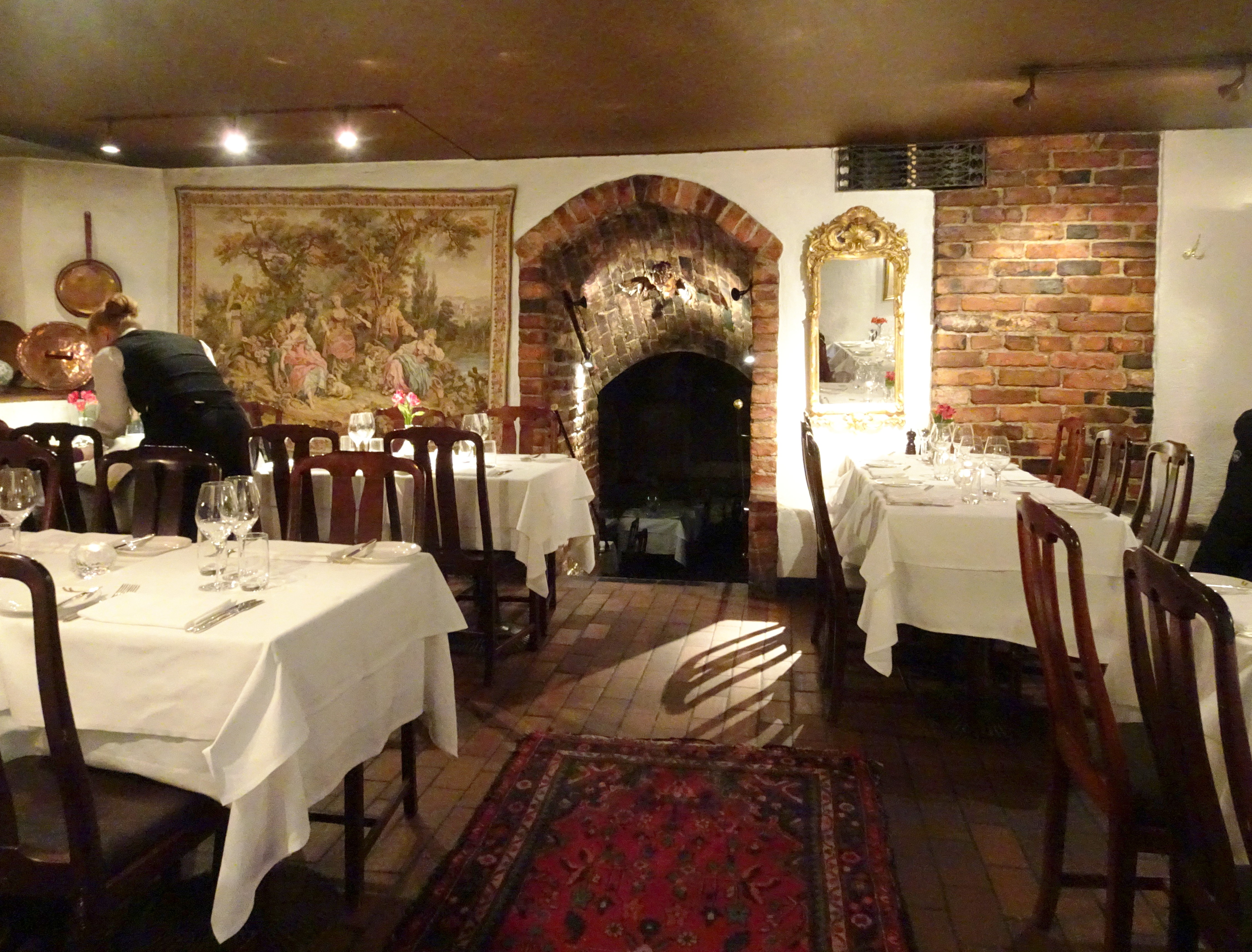
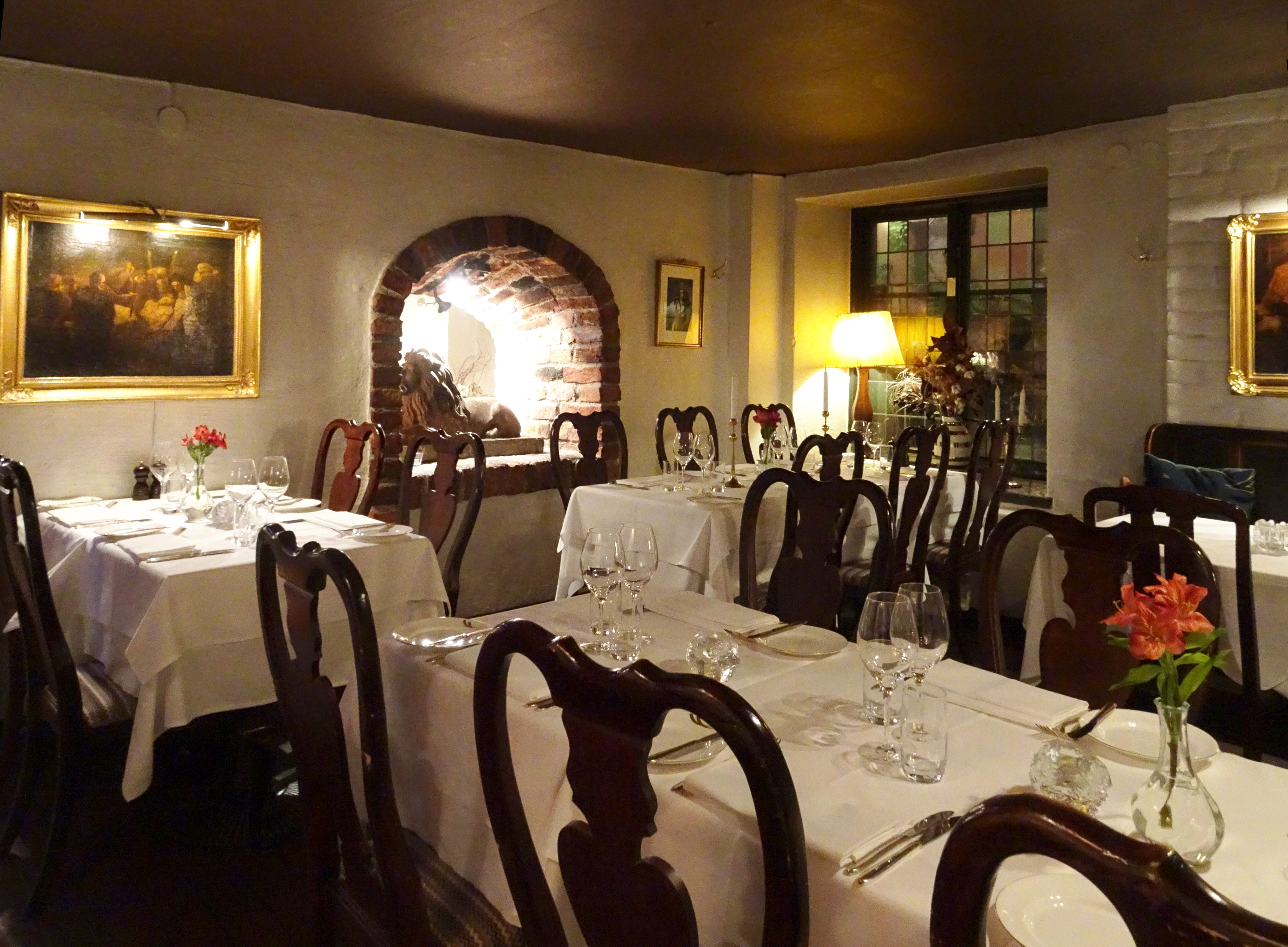
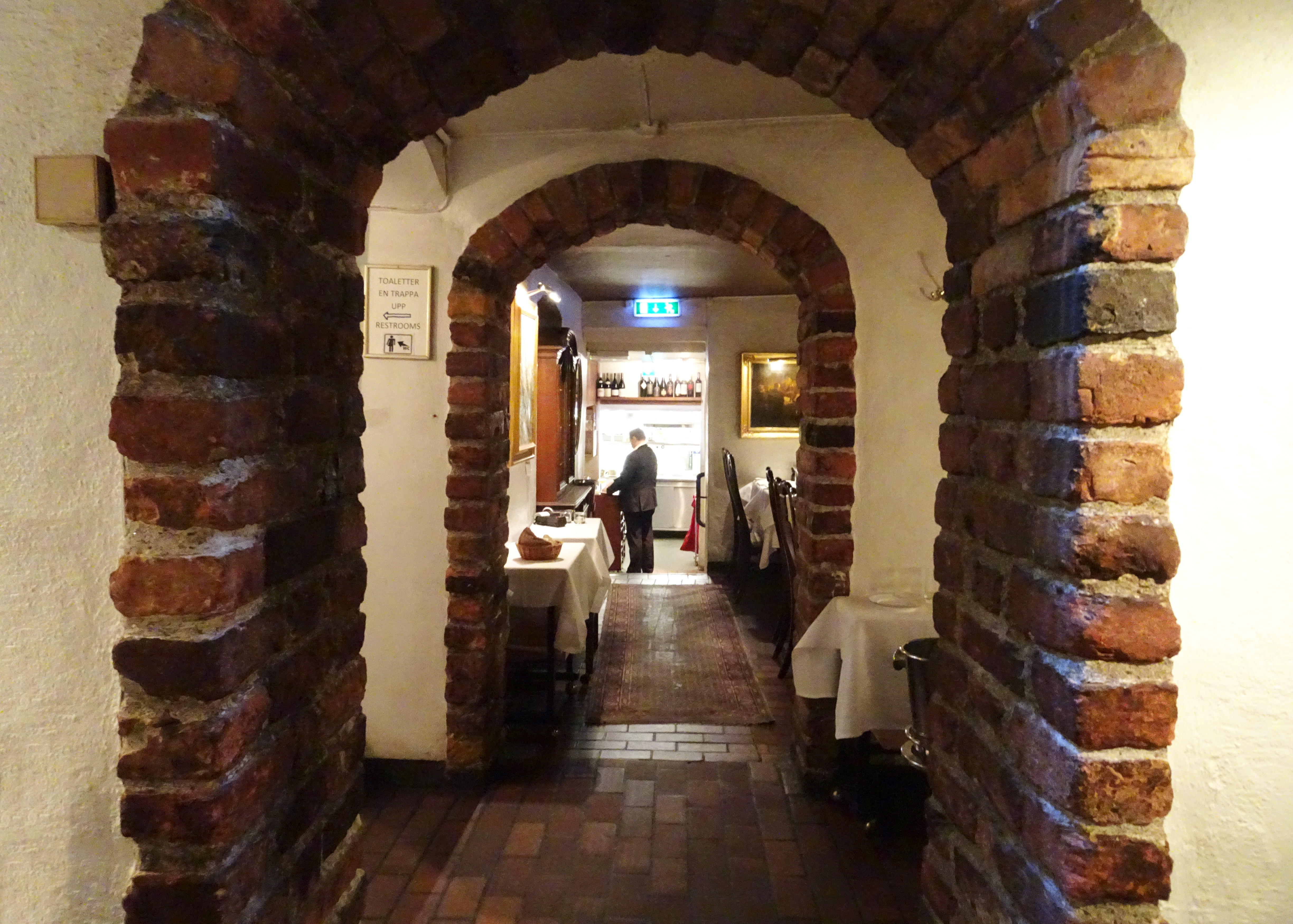
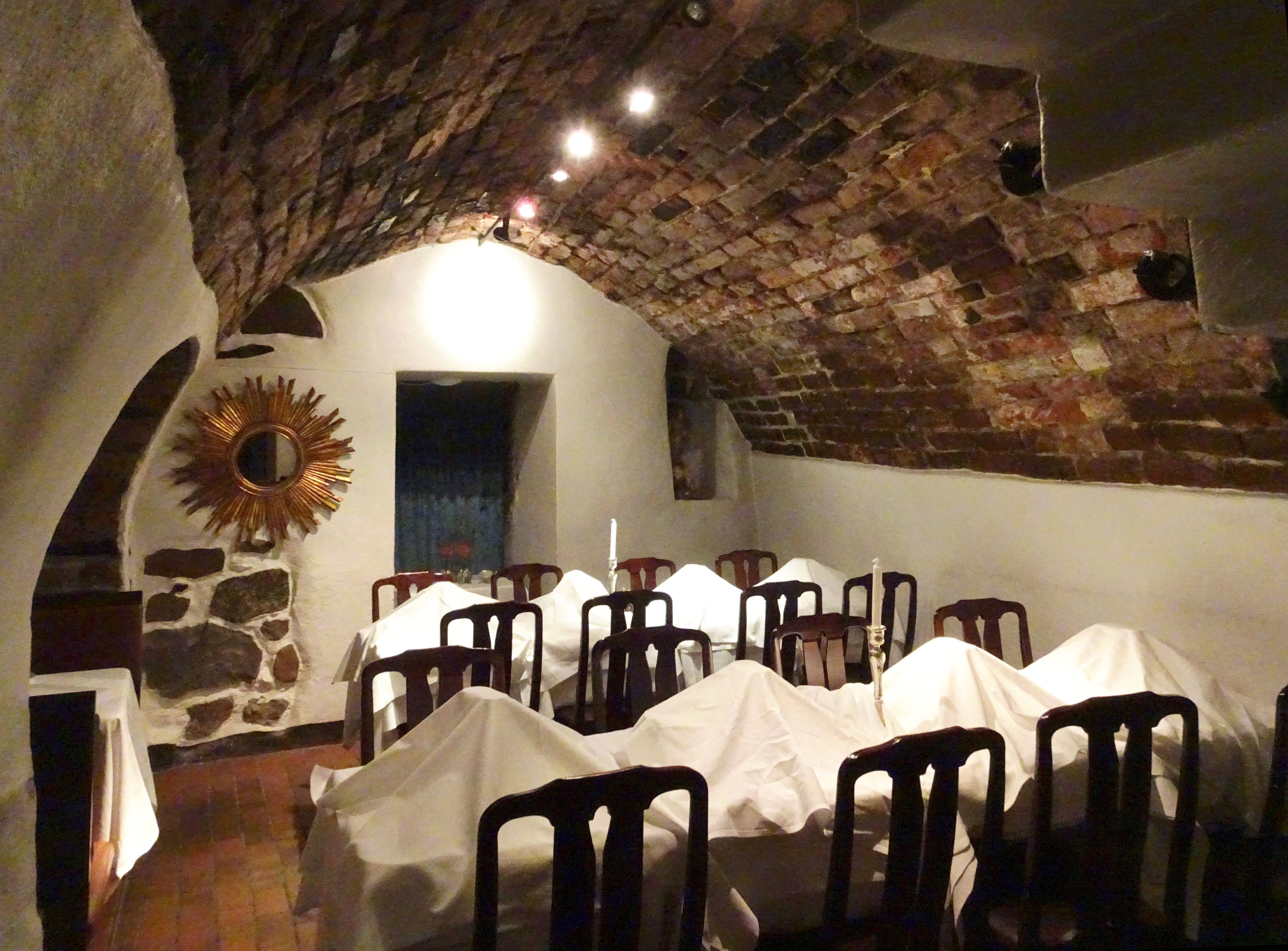